# Fritz Perls
Fritz Perls, all'anagrafe Friedrich Salomon Perls (Berlino, 8 luglio 1893 – Chicago, 14 maggio 1970), è stato uno psicoterapeuta tedesco naturalizzato statunitense di origine ebraica.
"La terapia della Gestalt, sviluppata da Fritz Perls, è una tra le forme più importanti di terapia psicologica del XIX e XX secolo a fare uso dei contenuti onirici per risolvere problemi psicologici. È noto che Perls, nel concepire la terapia della Gestalt, fu influenzato dal buddhismo zen e dal risalto attribuito dallo zen al presente" (M. Katz, Il sogno lucido, Ubaldini Editore, p.58)

## Biografia
Nel 1935 fonda a Johannesburg l'Istituto Sudafricano di Psicoanalisi. Nel 1947 si trasferisce negli Stati Uniti, dove, nel 1951 pubblica, insieme a Ralph Hefferline (che era suo paziente dal 1946) e Paul Goodman, Gestalt Therapy, il testo cardine della Psicoterapia della Gestalt, la scuola psicoterapeutica da lui fondata.
Conduce a Big Sur, in California, alcuni seminari di grande richiamo presso l'Esalen Institute; la località diventa luogo di interesse per intellettuali e studiosi come Claudio Naranjo, Gregory Bateson, Alexander Lowen, Eric Berne, Timothy Leary e molti altri.
Il contributo scientifico di Friedrich Perls è stato poi sistematizzato ed elaborato da sua moglie Laura Perls (nata Posner, 1905-1990) e dallo scrittore Paul Goodman (1911-1972).
La prospettiva della Gestalt-Therapy è riassunta da Perls in quattro parole: Io, Tu, Qui e Adesso. L'espressione Io e Tu (mediata da Martin Buber), indica la relazione autentica fra terapeuta e paziente, con l'idea guida di un rapporto terapeutico creativo che rispetti la singolarità di ogni essere umano.
La sua eredità nel campo psicoterapeutico è testimoniata da svariati istituti, società scientifiche, centri e scuole nel mondo, dagli Stati Uniti al Canada, dall'America centrale e meridionale all'Europa e al Giappone.

## Opere
- Ego, Hunger and Aggression: the Beginning of Gestalt Therapy, 1942 (L'Io, la fame, l'aggressività: l'opera di uno psicoanalista eretico che vide in anticipo i limiti fondamentali dell'opera di Freud, trad. di Mario Polito e Maria Clelia Fabris, Franco Angeli, Milano 1995)
- (con Ralph E. Hefferline e Paul Goodman) Gestalt Therapy: Excitement and Growth in the Human Personality ,1951 (La terapia della Gestalt: eccitamento e accrescimento nella personalità umana, trad. di Jean Sanders e Fernando Liuzzi, Astrolabio, Roma 1971; nuova edizione con il titolo La terapia della Gestalt: vitalità e accrescimento nella personalità umana, Astrolabio, Roma, 1997)
- Gestalt Therapy Verbatim, 1969, (La terapia gestaltica: parola per parola, trad. Bernardo Draghi,  Astrolabio, Roma 1980; Fabbri, Milano 2007)
- In and Out the Garbage Pail, 1969 (Qui & ora: psicoterapia autobiografica, trad. di L Sabri, Sovera, Roma 1991)
- The Gestalt Approach & Eye Witness to Therapy, 1973 (L'approccio della Gestalt e Testimone oculare della terapia, trad. di Jean Sanders,  Astrolabio, Roma 1977)
- Patricia Baumgardner, Legacy from Fritz: Gifts from Lake Cowichan, 1975 (L'eredità di Perls. Doni dal Lago Cowichan, trad. di Giuseppe Pascale, Astrolabio, Roma, 1983 (contiene le trascrizioni delle miniconferenze tenute da Perls a Cowichan, in Canada, poco prima della sua morte)